# Zenit (satellite)

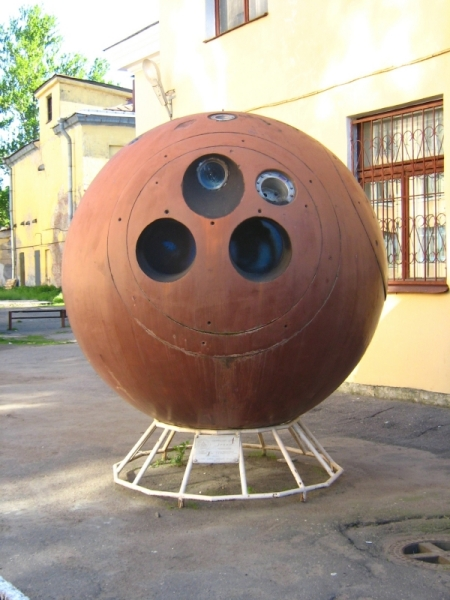
La capsula di rientro di un satellite Zenit

Zenit (cirillico: Зени́т) è una serie di satelliti spia lanciati da Unione Sovietica e Russia tra il 1961 e il 1994. Per nascondere la loro natura, ricevettero tutti la designazione pubblica di Cosmos. Con oltre 500 lanci in 33 anni, si tratta del più numeroso tipo di satellite della storia delle esplorazioni spaziali.

## Storia
Nel 1956, il governo sovietico autorizzò, con un decreto top secret, lo sviluppo di un "Oggetto D", il cui risultato fu il programma di lancio dello Sputnik 3 (lo Sputnik 1 fu un semplice  scissione del programma Oggetto D). Il testo del decreto rimase segreto, ma apparentemente autorizzava lo sviluppo di un altro programma satellitare (Oggetto OD-1) che fu utilizzato per lo sviluppo di un sistema di fotoricognizione dallo spazio.
Nel 1958, l'OKB-1, sotto la guida di Sergej Pavlovič Korolëv, stava lavorando simultaneamente a due programmi, chiamati Oggetto OD-1 e Oggetto OD-2 (quest'ultimo un primo progetto del programma spaziale umano Vostok). Visto che il programma Oggetto OD-1 incontrava seri problemi, Korolev iniziò a valutare un possibile utilizzo dell'Oggetto OD-2 nell'ambito dello sviluppo di un satellite senza equipaggio da ricognizione fotografica.
Nonostante l'opposizione dei militari, il governo sovietico decise di appoggiare Korolev, e il 22 e 25 maggio 1959 furono emessi dei decreti che autorizzavano l'OKB-1 a sviluppare ben tre navicelle spaziali, tutte basate sul progetto dell'Oggetto OD-2. In dettaglio, le tre navicelle erano:
- K1: il prototipo;
- K2: satellite da ricognizione;
- K3: per voli con equipaggio umano.

Inizialmente, il nome Vostok fu utilizzato per indicare tutte e tre le navicelle. Tuttavia, nel 1962, la navicella utilizzata da Yuri Gagarin divenne nota presso il pubblico con il nome di Vostok. Quindi, per i satelliti spia, si decise di utilizzare il nome Zenit-2.
Il primo lancio di uno Zenit fu effettuato l'11 novembre 1961, ma fu un fallimento. Infatti, un problema nel terzo stadio del vettore rese necessario attivare il meccanismo di autodistruzione. Il secondo tentativo (conosciuto pubblicamente con il nome di Cosmos 4) ebbe luogo il 26 aprile 1962 e fu un successo. Il satellite rientrò come previsto tre giorni dopo. Tuttavia, a causa di un problema nel sistema di orientamento, il satellite non riuscì a scattare immagini utilizzabili. Il terzo Zenit (Cosmos 7) fu lanciato il 28 luglio 1962, e rientrò con successo undici giorni dopo. Stavolta il problema di orientamento era stato risolto, e quindi le foto erano buone. Affinché il sistema fosse dichiarato pienamente operativo, però, furono necessari altri dieci lanci (di cui due falliti).
Lo Zenit fu realizzato in diverse versioni. L'ultimo volo fu effettuato nel 1994.

## Tecnica
Il progetto di base dei satelliti Zenit era piuttosto simile alle navicelle Vostok. In pratica, si trattava di una capsula sferica di rientro con un diametro di 2,3 metri e una massa di circa 2 400 kg. Questa capsula conteneva un sistema di fotocamere, le pellicole, un sistema di recupero, i paracadute e una carica per l'autodistruzione. In orbita, era agganciata a un modulo di servizio con le batterie, l'equipaggiamento elettronico, un sistema di orientamento e un motore con un razzo a propellente liquido che avrebbe dovuto favorire il rientro della capsula. La larghezza totale del sistema in orbita era di 5 metri, e il peso variava tra i 4 600 e i 6 300 kg.
A differenza dei satelliti americani Corona, la capsula di rientro conteneva sia le pellicole sia le fotocamere, che venivano mantenute a temperatura e pressione controllate. Questo provocava un aumento considerevole del peso del satellite, ma il vantaggio era la che la fotocamera si poteva riutilizzare.
Inizialmente, le Zenit furono lanciate con i Vostok. In seguito, si utilizzarono lanciatori Voschod e Sojuz. I primi voli partirono dal cosmodromo di Baikonur, gli altri dal cosmodromo di Plesetsk.
La maggior parte delle Zenit aveva un'orbita di volo leggermente ellittica, con un perigeo di 200 km e un apogeo compreso tra i 250 e i 350 km. La durata di una missione poteva variare tra gli otto e i quindici giorni.

## Varianti

### Zenit-2
Zenit-2 (indice GRAU 11F61) è la prima versione di questo tipo di satelliti spia. La sistemazione delle fotocamere era variabile, ma comunque la configurazione tipica era quella con quattro fotocamere con lunghezza focale da 1 000 mm e una da 200 mm. La scelta di utilizzare anche una camera di bassa risoluzione era dovuta alla necessità di fornire immagini, di risoluzione inferiore, che aiutassero a comprendere il contesto di quelle ad alta risoluzione. Ogni fotocamera aveva 1 500 fotogrammi per 200 km, e ogni fotogramma racchiudeva un'immagine di 60 km per 60 km. La risoluzione a terra era nell'ordine dei 10-15 metri, anche se fonti non ufficiali parlano di risoluzioni maggiori (secondo alcuni, pare che fosse possibile contare il numero di automobili in un parcheggio). La fotocamera era stata sviluppata presso l'industria ottico-meccanica di Krasnogorsk, vicino a Mosca.
Gli Zenit-2 erano avevano anche un equipaggiamento per missioni ELINT, in modo da intercettare i segnali radar della NATO. I satelliti avevano infatti un'antenna parabolica di un metro di diametro, collegata all'apparato ELINT. Non è chiaro se l'antenna fosse in grado di trasmettere a terra i segnali intercettati, oppure si limitasse a inciderli su un registratore che veniva poi recuperato dopo il rientro a terra. La durata tipica di missione era di otto giorni.
Complessivamente, ne furono lanciati 81 esemplari, il primo dei quali fu il Cosmos 4 (26 aprile 1962), mentre l'ultimo fu il Cosmos 344 (12 maggio 1970).

### Zenit-2M
Si tratta della versione perfezionata (nome in codice Gektor, indice GRAU 11F690), equipaggiata con un nuovo sistema di fotocamere e dei pannelli solari addizionali. La massa fu incrementata e raggiunse i 6 300 kg, mentre il lancio veniva effettuato con vettori Voschod e Soyuz. La durata tipica di missione era di dodici giorni. Il primo volo fu il Cosmos 208 (21 marzo 1968), l'ultimo il Cosmos 1044 (17 ottobre 1978).

### Zenit-4
Le informazioni su questo modello sono piuttosto scarse. Comunque, gli Zenit-4 (indice GRAU 11F69) erano stati progettati per avere immagini ad alta risoluzione, e imbarcavano anche una fotocamera da 3 000 mm. Il diametro della fotocamera principale era più grande del diametro della capsula, così che era necessario l'utilizzo di uno specchio. La risoluzione non è stata resa nota, ma stime parlano di 1 o 2 metri. Gli Zenit-4 pesavano 6 300 kg, e per il lancio era necessario utilizzare lanciatori Voschod. La durata tipica della missione era di otto giorni.
Complessivamente, ne furono lanciati oltre 70. Il primo fu il Cosmos 251 (31 ottobre 1968), l'ultimo il Cosmos 355 (7 agosto 1970).

### Zenit 4M
Gli Zenit-4M (nome in codice Rotor, indice GRAU 11F691) furono una versione perfezionata degli Zenit-4. Imbarcavano una nuova fotocamera, nuovi pannelli solari e un motore riavviabile nel caso emergesse la necessità di riportare il satellite in orbita durante la missione. La durata tipica della missione era di tredici giorni.
Il primo fu il Cosmos 251 (31 ottobre 1968), l'ultimo il Cosmos 667 (25 luglio 1974).

### Zenit-4MK/Zenit-4MKM
Si tratta di versioni modificate dei normali Zenit-4, progettate per il volo in orbite basse, in modo da aumentare la risoluzione delle immagini. Alcune fonti affermano che questi satelliti furono dotati di particolari dispositivi per compensare la resistenza aerodinamica e limitare gli effetti del riscaldamento aerodinamico. Queste due versioni di Zenit differivano per i codici (Zenit-4MK: nome in codice Germes, indice GRAU 11F692; Zenit-4MKM: nome in codice Gerakl, indice GRAU 11F692M). La durata di una missione tipica variava tra i dodici e i quattordici giorni.
Il primo volo fu il Cosmos 317 (3 dicembre 1969), l'ultimo il Cosmos 1214 (10 ottobre 1980).

### Zenit-4MKT
Versione modificata degli Zenit-4 "di serie", gli Zenit-4MKT (nome in codice Fram, indice GRAU 11F635) avevano una durata tipica di dodici-quattordici giorni. Il primo volo fu il Cosmos 771 (25 settembre 1975), l'ultimo il Cosmos 1681 (6 settembre 1985), con un totale di ventisette esemplari lanciati.

### Zenit-4MT
Versione modificata degli Zenit-4 "di serie", gli Zenit-4MT (nome in codice Orion, indice GRAU 11F629) avevano una durata di missione tipica di dodici o tredici giorni. Il primo volo fu il Cosmos 470 (27 dicembre 1971), l'ultimo il Cosmos 1398 (3 agosto 1980), con un totale di ventitré veicoli.

### Zenit-6U
Si trattava di una versione "universale” dei satelliti Zenit. In dettaglio, gli Zenit-6U (nome in codice Argon, indice GRAU 11F645) erano in grado di svolgere missioni di ricognizione in orbite basse per avere un'alta risoluzione, oppure missioni di osservazione generica a orbite alte. La durata tipica era di quattordici giorni. Complessivamente, ne furono lanciati 96, tutti con lanciatori Soyuz. Il primo volo fu quello del Cosmos 867 (23 novembre 1976), l'ultimo quello del Cosmos 1573 (17 giugno 1984).

### Zenit-8
Gli Zenit-8 (nome in codice Oblik, indice GRAU 17F116) furono costruiti per svolgere missioni di cartografia militare. Utilizzavano vettori Soyuz, e i lanci avvenivano sia da Baikonur, sia da Plesetsk. Dei satelliti simili utilizzano la designazione di Resurs. La durata tipica della missione era di quindici giorni. Il primo volo fu quello del Cosmos 1571 (11 giugno 1984), l'ultimo quello del Cosmos 2281 (7 giugno 1994), per un totale di 102 esemplari.